# Metacirolana mayana
Metacirolana mayana är en kräftdjursart som först beskrevs av Bowman 1987.  Metacirolana mayana ingår i släktet Metacirolana och familjen Cirolanidae. Inga underarter finns listade i Catalogue of Life.